# Carbonato di calcio
Il carbonato di calcio, noto anche con la sigla E170 nella codifica europea dei coloranti alimentari è il sale di calcio dell'acido carbonico, avente formula CaCO3. Puro, a temperatura ambiente è un solido bianco poco solubile in acqua, cui impartisce una reazione lievemente basica: 100 grammi in un litro di acqua a 20 °C formano una sospensione il cui pH è circa 10.
Come gli altri carbonati, subisce decomposizione per riscaldamento o per contatto con sostanze acide, liberando anidride carbonica. Su questa sua caratteristica si basa il metodo per la sua determinazione, detto analisi calcimetrica. È il maggiore componente del calcare sospeso in acqua e il principale responsabile della sua durezza. In combinazione con il riscaldamento dell'acqua per usi civili dà origine all'incrostazione calcarea.
In geologia, il carbonato di calcio è il materiale che costituisce, in tutto o in parte, una grande varietà di tipi di rocce, dalle rocce carbonatiche come le rocce calcaree o il travertino, alle rocce metamorfiche come il marmo. I minerali costituiti da carbonato di calcio sono la calcite, l'aragonite, e la vaterite.
In zoologia è il componente di svariate strutture rigide di innumerevoli animali soprattutto marini come molluschi, artropodi, ecc. dei quali forse le più note sono le conchiglie.

## Impieghi
Trova impiego come materia prima nel processo Solvay della sintesi del carbonato di sodio e nei processi di patinatura della carta, come sbiancante e opacizzante.
È usato come colorante alimentare. È il componente principale della cosiddetta "carta di pietra", un tipo di plastica particolarmente robusto. È usato anche come riempitivo per colori all'acqua, pastelli e gessetti. In forma di gesso naturale, è utilizzato in pittura sin dall'antichità come inerte, costituente con colla animale i fondi per dipingere. Come pigmento pittorico si ritrova con il nome di bianco di San Giovanni o bianco di Cennini (carbonato di calcio con idrossido di calcio). È il principale componente del pigmento bianco d'uovo.
Nelle competizioni automobilistiche e motociclistiche (nel cui gergo è chiamato “filler”), viene impiegato dai commissari di pista come assorbente per materiali oleosi che a volte possono riversarsi sulla pista durante una gara. 

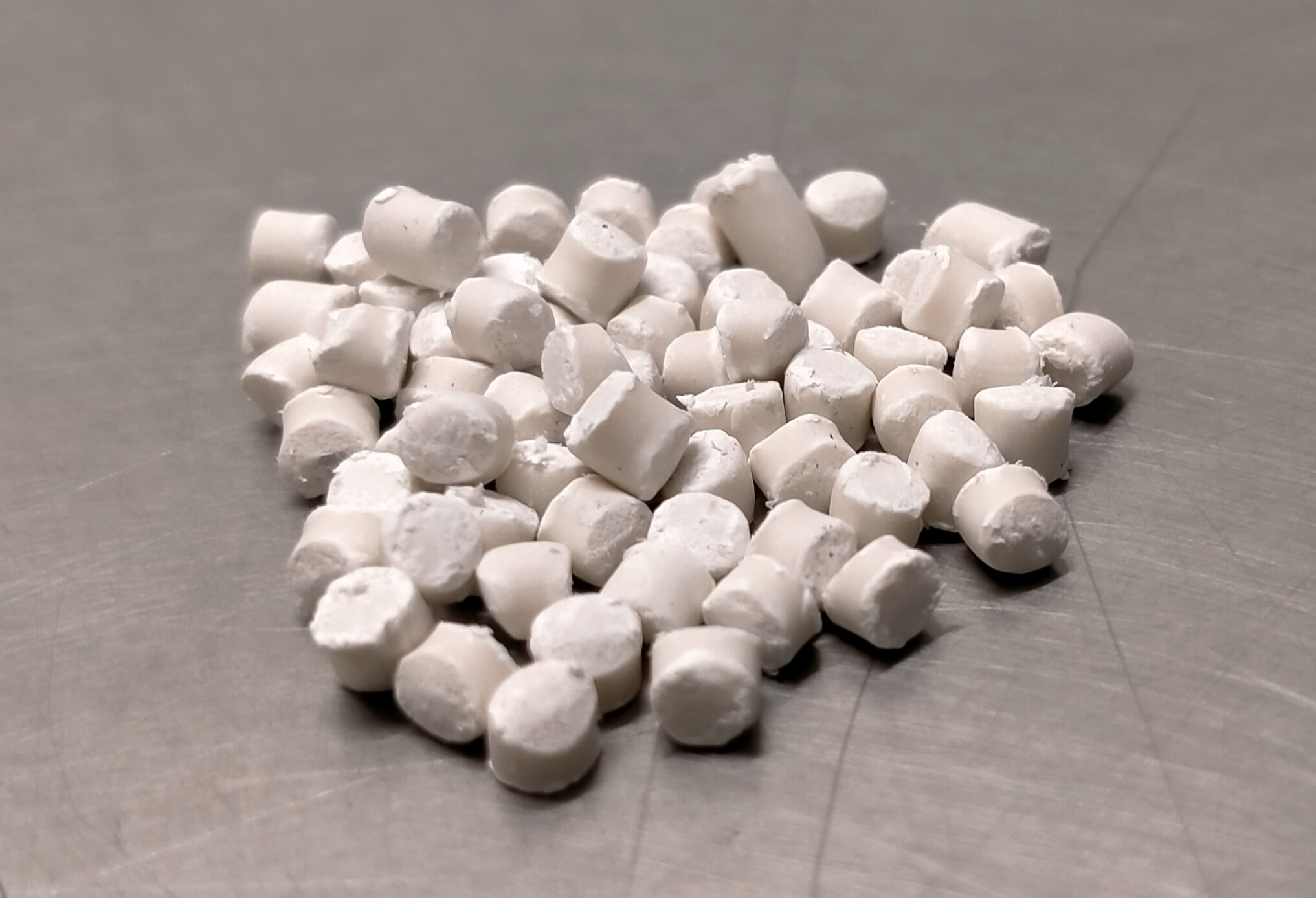
Pellets di masterbatch di carbonato di calcio impiegato nella produzione di plastica

È utilizzato nei processi di estrusione per pvc, polipropilene e polietilene. 
In agricoltura, è usato per correggere il pH del terreno qualora risulti troppo acido. È utilizzato nel periodo prefioritura per evitare il marciume apicale di alcuni tipi di ortaggi. È anche usato in agricoltura contro la disidratazione delle piante nei periodi di siccità estiva; in particolar modo, è stato sperimentato su piante di pomodoro per combattere stress idrico e scottature. È inoltre efficace come repellente contro le formiche.
Il carbonato di calcio può essere anche miscelato al keu dando luogo ad un conglomerato noto come plastofill, impiegato per la realizzazione di asfalti o come additivo del calcestruzzo.

## Impatto ambientale
La produzione di carbonato di calcio ha un impatto ambientale e paesaggistico rilevante a causa dell'attività estrattiva. In particolare, nel bacino delle Alpi Apuane, è da anni in corso un'aspra battaglia ambientalista per la chiusura delle cave dalle quali si ricava marmo e carbonato di calcio. 
Peraltro non sarebbe indispensabile produrre questo materiale da fonti minerali non rinnovabili in quanto è possibile estrarlo anche da fonti alternative e rinnovabili, come i sottoprodotti dell'industria ittica e delle produzioni alimentari animali in genere: conchiglie, carapaci di crostacei, gusci d'uova, gusci di chiocciole e ossa del bestiame macellato.